# NGC 45
NGC 45 je spirální galaxie vzdálená od nás zhruba 22 milionů světelných let v souhvězdí Velryby. Díky své velikosti má i přes nízkou magnitudu velice nízký povrchový jas, dokonce jeden z nejmenších, jaké byly u galaxií naměřeny, a je tudíž velice obtížně pozorovatelná. V roce 2018 byla uvnitř této galaxie pozorována svítivá červená nova.